# Castiglione del Genovesi
Castiglione del Genovesi ist eine italienische Gemeinde mit 1285 Einwohnern (Stand 31. Dezember 2023) in der Provinz Salerno in der Region Kampanien. Sie ist Teil der Bergkommune Comunità Montana Monti Picentini.

## Geografie
Die Nachbargemeinden sind Baronissi, Fisciano, Giffoni Sei Casali, Salerno, San Cipriano Picentino und San Mango Piemonte.